# Alessandro Spada (cardinale)
Alessandro Spada (Roma, 4 aprile 1787 – Roma, 16 dicembre 1843) è stato un cardinale italiano.

## Biografia
Nacque a Roma il 4 aprile 1787 da Giuseppe Spada Veralli e Giacinta Ruspoli.
Papa Gregorio XVI lo elevò al rango di cardinale nel concistoro del 6 aprile 1835.
Venne nominato Legato apostolico di Forlì nel 1840.
Morì il 16 dicembre 1843 all'età di 56 anni.